# Георг Кристиан (князь Остфрисланда)
Георг Кристиан (нем. Georg Christian, в.-фриз. Joaris Kristiaan; 6 февраля 1634, Аурих, графство Остфрисланд — 6 июня 1665, Аурих, княжество Остфрисланд) — граф и князь Остфрисланда с 1660 по 1665 год; представитель дома Кирксена. Во время его правления дом Кирксена 18 апреля 1662 года был возведён в достоинство имперских князей.

## Биография
Георг Кристиан был вторым сыном Ульриха II, графа Остфрисланда и его жены Юлианы Гессен-Дармштадтской. Он вырос вместе со своим младшим братом Эдцардом Фердинандом при дворе в Аурихе. Оба с 1649 года обучались в университетах Бредском и Тюбингенском. Вскоре образование Георга Кристиана было прекращено, поскольку у него «проявились незаинтересованность в обучении и отсутствие каких-либо способностей». За этим последовало его краткое пребывание в Париже, прежде, чем в апреле 1656 года, он, наконец, прибыл ко двору старшего брата Энно Людвига в Аурих. Энно Людвиг умер 4 апреля 1660 года из-за травмы, которую получил во время охоты. Поскольку у него были только дочери, ему наследовал Георг Кристиан.
Ещё во время обучения в Тюбингенском университете Георг Кристиан познакомился со своей будущей супругой вюртембергской принцессой Кристиной Шарлоттой. Она была дочерью Эберхарда III, герцога Вюртемберга от его первой жены Анны Доротеи Сальм-Кирбургской. Тем не менее, он смог жениться на ней только после того, как 18 апреля 1662 года получил потомственное достоинство имперского князя. Таким образом Георг Христиан сравнялся в достоинстве с невестой. Их брак был заключён 10 мая 1662 года.
Сразу после вступления во владение феодом, он попытался установить свое законодательство, что привело к серьезным конфликтам с сословиями. Ситуация вскоре накалилась до состояния гражданской войны, избежать которую помогло посредничество Нидерландов. После длительных переговоров феодала с общинами, сторонами были подписаны соглашения 19 июня 1662 года и 4 октября 1663 года. Нидерланды выступили в качестве гаранта их исполнения. Оба договора установили отношения между князем и общинами; общины вернули себе привилегии, выплатив существенную денежную компенсацию.
При Георге Христиане возобновился конфликт с епархией Мюнстера из-за компенсационных выплат епархии со стороны графства по Берумскому договору за приобретение Харлингерланда. Под предлогом принудительного сбора компенсационных выплат за Харлингерленд, мюнстерский епископ Кристоф Бернхард фон Гален в 1663 году вторгся в графство Остфрисланд. Под командованием полковника барона Франца Сигизмунда фон Эльферфельдта епископская армия заняла Хампоэль и холм Диелер на южной границе графства. В 1664 году их вернули графству нидерландские войска. Георг Кристиан предпочитал перекладывать решение таких проблем на своих чиновников или представителей сословий.

### Семья
Георг Кристиан женился 10 мая 1662 года на Кристине Шарлотте Вюртембергской, в браке с которой у него родились четыре ребёнка:
- Эбергардина София Кристина (25.03.1663 — 30.07.1664), принцесса Остфрисландская, умерла в младенческом возрасте;
- Кристина Шарлотта (3.01.1664 — 3.06.1666), принцесса Остфрисландская, умерла в младенческом возрасте;
- Кристиан Эберхард (1.10.1665 — 30.6.1708), князь Остфрисланда, сочетался первым браком 3 марта 1685 года на Эбергардине Софии Эттингенской (16.08.1666 — 30.10.1700), вторым морганатическим браком — на Анне Юлиане фон Кляйнау (1674 — 1727).

Только через четыре месяца после преждевременной смерти Георга Кристиана его вдова, Кристина Шарлотта родила сына Кристиана Эберхарда. Затем в течение двадцати пяти лет вдовствующая княгиня исполняла обязанности регента при несовершеннолетнем наследнике.